# Dzielnica Chrześcijańska w Jerozolimie
Dzielnica chrześcijańska (hebr. ‏הַרֹבַע הַנוֹצְרִי‎, arab. ‏حَارَة النَّصَارَى‎) – jedna z czterech dzielnic Starego Miasta Jerozolimy. Jest ona usytuowana w północno-zachodniej części Starego Miasta. Ciągnie się od Bramy Damasceńskiej do Bramy Nowej, a następnie wzdłuż zachodniego muru do Bramy Jafy. Graniczy od południa z Dzielnicą Żydowską i Dzielnicą Ormiańską  w Jerozolimie, a od wschodu z Dzielnicą Muzułmańską.

## Opis dzielnicy

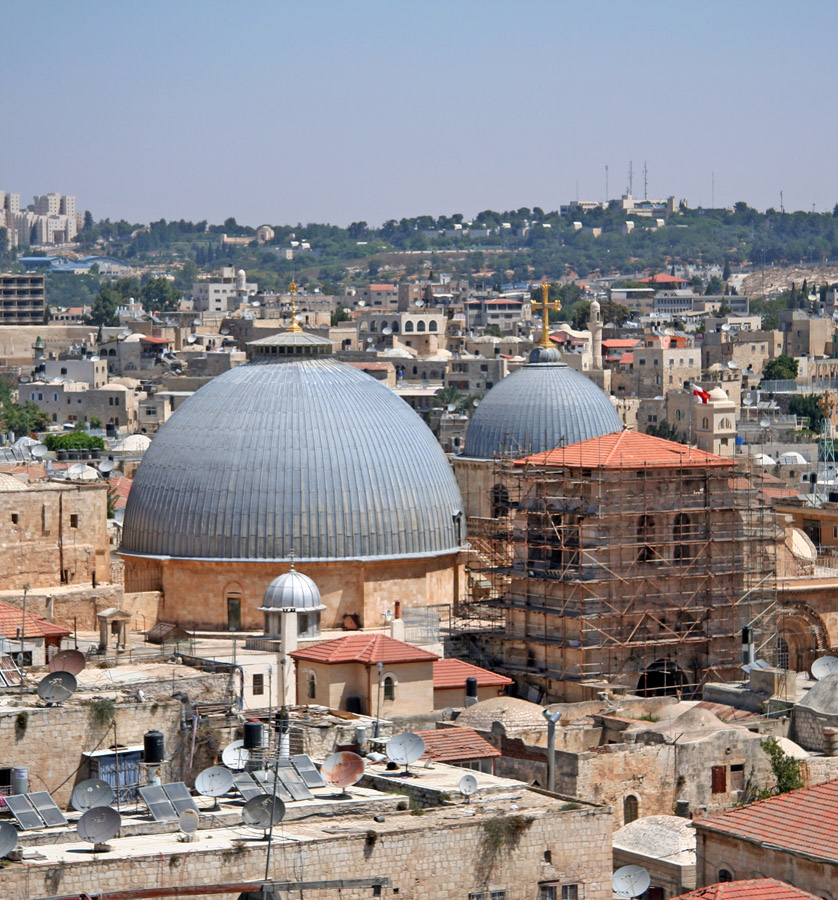
Bazylika Grobu Świętego w Dzielnicy Chrześcijańskiej na Starym Mieście Jerozolimy z IV w. n.e.

W dzielnicy chrześcijańskiej znajduje się około 40 świętych miejsc chrześcijaństwa, z których najważniejszą jest Bazylika Grobu Świętego. Bazylika jest sercem dzielnicy. Wokół niej wybudowano inne kościoły i klasztory. W dzielnicy nie ma zbyt wielu domów mieszkalnych, które w większości są skoncentrowane w południowo-wschodniej części kwartału. Znajdują się tutaj głównie budynki obsługujące religijnych turystów oraz szkoły religijne (np. szkoła luterańska i szkoła St. Pierre). Jest tutaj wiele sklepów z pamiątkami, kawiarenek, restauracji i hoteli.

## Najważniejsze budynki

### Kościoły
- Bazylika Grobu Świętego – imponująca bazylika należąca do sześciu wyznań chrześcijańskich. Są to kościoły: rzymskokatolicki, grekoprawosławny, ormiański, syryjski, koptyjski i abisyński.
- Kościół klasztorny Najświętszego Zbawiciela – siedziba Kustodii Ziemi Świętej, kościół parafii rzymskokatolickiej w Jerozolimie.
- Kościół Odkupiciela – luterański kościół wybudowany obok Bazyliki Grobu Świętego. Został wybudowany z białego kamienia i jest prawie całkowicie pozbawiony wszelkich ozdób. Kościół został konsekrowany w 1898. Z jego wysokiej wieży rozciąga się piękny widok na miasto[1].
- Kościół św. Jana Chrzciciela – prawosławny kościół wybudowany w XI wieku na ruinach z V wieku[1].

### Klasztory i monastery
- Łaciński Klasztor Najświętszego Zbawiciela – siedziba Kustodii Ziemi Świętej, Jerozolimskiego Studium Teologicznego i wydawnictwa Franciscan Printing Press.
- Monaster Grecki
- Monaster Deir al-Sultan

### Muzea
- Muzeum w Klasztorze Ubiczowania na Via Dolorosa (Studium Biblicum Franciscanum[2])
- Muzeum Patriarchatu Grekoprawosławnego – eksponuje skarby Patriarchatu Grekoprawosławnego.
- Cytadela Dawida – muzeum prezentujące historię Jerozolimy

### Meczety
- Meczet El Umara – został wybudowany w 1193. Jego wysoki minaret (z 1465) góruje nad Bazyliką Grobu Świętego.
- Meczet El Khanqa

### Synagogi
- Synagoga Janina – należy do greckich Żydów.